# Paul Ereng
Paul Ereng (ur. 22 sierpnia 1966 w Kitale) – kenijski lekkoatleta, średniodystansowiec, mistrz olimpijski.
Do 1987 specjalizował się w biegu na 400 metrów (rekord życiowy: 45,6 w 1986) oraz dziesięcioboju (rekord życiowy: 5258 pkt. w 1985). Po rozpoczęciu nauki na Uniwersytecie Wirginii w 1988 zaczął trenować bieg na 800 metrów. Zdobył na tym dystansie akademickie mistrzostwo Stanów Zjednoczonych (NCAA) w 1988 i 1989.
Na igrzyskach olimpijskich w 1988 w Seulu Ereng niespodziewanie zdobył złoty medal na 800 metrów wyprzedzając obrońcę tytułu Joaquima Cruza z Brazylii. Był także członkiem kenijskiej sztafety 4 × 400 metrów, która zajęła w finale 8. miejsce.
Zwyciężył w biegu na 800 metrów na halowych mistrzostwach świata w 1989 w Budapeszcie ustanawiając halowy rekord świata wynikiem 1:44,84. Obronił tytuł na halowych mistrzostwach świata w 1991 w Sewilli. Na mistrzostwach świata w 1991 w Tokio zajął 4. miejsce. Odpadł w półfinale biegu na 800 metrów na igrzyskach olimpijskich w 1992 w Barcelonie.
Pracuje jako trener w Stanach Zjednoczonych.